# Конотопська битва
Коното́пська би́тва чи Битва під Конотопом або Сосні́вська би́тва (27 червня — 29 червня / 7 липня — 9 липня 1659 року) — битва між військами гетьмана Івана Виговського та Кримського ханату з одного боку і московським військом з іншого біля міста Конотопа сучасної Сумської області. Один із ключових епізодів московсько-української війни (1658—1659) років.

## Передісторія
Битва відбулася у ході московсько-української війни (1658—1659), під час періоду української історії, який заведено називати Руїною — періодом після смерті Богдана Хмельницького, часу громадянської війни, інтервенції сусідніх з Україною держав та подальшого знищення залишків надбань минулих років визвольної війни. Протиріччя з московським урядом, через його втручання у внутрішні справи Гетьманщини, територіальні суперечки щодо завойованих Військом Запорозьким теренів південно-східної Білорусі та недотримання царатом Переяславських статей продовжували загострюватися.

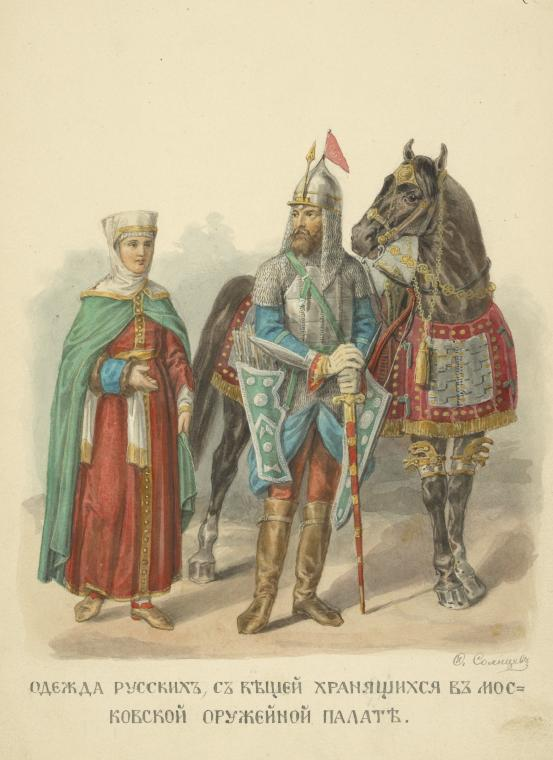
Московський кавалерист 17 століття(ілюстрація 19 століття)

Московські воєводи, у свою чергу, сприяли загостренню громадянської війни в Україні. У цих умовах Виговський намагався укласти Гадяцький договір, за яким Україна мала отримати рівноправне місце в Речі Посполитій під назвою Велике Князівство Руське поряд з Польщею та Литвою, заборонялася Унія та гарантувалися права УПЦ. Однак сейм Речі Посполитої у травні 1659 року ратифікував договір в значно урізаному вигляді, викресливши з нього основні пункти, зокрема створення Великого князівства Руського. Уряд Московії перейшов до збройного вторгнення в Україну восени 1658 року. З'єднавшись із ворогами Виговського — Іваном Безпалим, осавулом Вороньком та запорожцями кошового Барабаша, армія Григорія Ромодановського захопила низку українських міст, зокрема Миргород, Лубни та Пирятин, і вирізала не тільки прихильників гетьмана, але й грабувала мирне населення. Літописець того часу так описує пограбування Ромодановським Конотопа:
"Він зустрів процесію від громадян міста, помолився і перехрестився перед ними по-християнськи, але пограбував місто і його мешканців по-татарськи і сказав, «що: винуватого Бог знайде, а війська треба потішити і нагородити за праці, в поході понесені».
Така поведінка московського війська схиляла на бік Виговського все більше цивільного населення, козаків. Тим часом велика Московська армія (більш ніж 150 000 чол.) на чолі з Олексієм Трубецьким почала вторгнення в Україну на допомогу Ромодановському навесні 1659 року. До московського війська приєдналися деякі козаки — вороги Виговського в громадянській війні — на чолі з новопризначеним московитами «гетьманом» Безпалим. За деякий час загін Ніжинського полковника Гуляницького напав на обоз армії Трубецького та, відступаючи, зненацька захопив м. Конотоп. Попри погрози та умовляння зрадити Виговського, Гуляницький відмовлявся та з чотирьохтисячним загоном козаків боронив Конотопську фортецю. Велика московська армія вирішила захопити Конотоп перед тим, як просуватися далі вглиб України. Облога Конотопа почалася 21 квітня 1659 року.

### Облога Конотопа

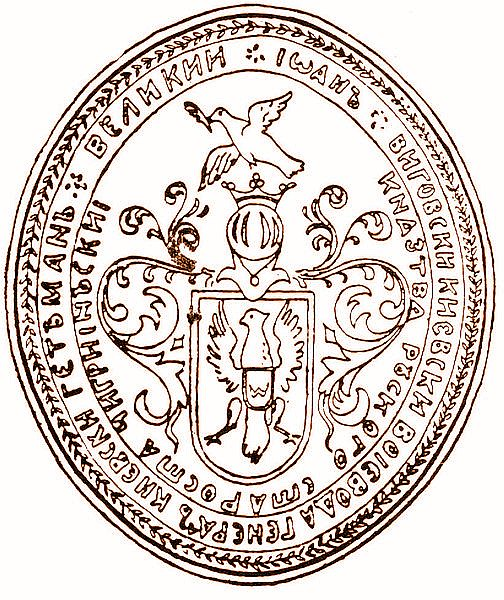
Печатка Великого гетьманського князівства Русі Івана Виговського

Перший штурм був невдалим. Укріплення Конотопа не були досить міцними, та й узагалі за військово-інженерними мірками того часу місто не було фортецею; єдині укріплення — земляний вал та палісад з ровом. Втім, в багатьох місцях, містечко оточували болота, тож природний ландшафт дещо сприяв обороні. О п'ятій годині ранку 21 квітня, після молебню, князь Трубецькой почав приступ; місто обстріляли з гармат, почався бій. Деяким московським загонам вдалося вдертися в фортецю, але козаки Г. Гуляницького мужньо боронилися та вибили загарбників з міста з великими втратами.
Після такого фіаско Трубецькой вже не наважувався йти на прямий приступ, а натомість продовжував обстріл міста з гармат та почав засипати землею рів. Проте вночі козаки використовували той ґрунт для укріплення валів фортеці, робили вилазки та зненацька нападали на московські загони навколо міста. Постійні напади козаків змусили Трубецького перенести табір війська на 10 км від міста в урочище Таборище на південній околиці села Підлипного і таким чином розділити армію між табором і військами навколо Конотопа. За деякими оцінками тільки під час облоги Конотопа московські війська втратили близько 10000 осіб.
Аж до 29 червня, цілих 70 днів, чотирьохтисячний загін Гуляницького утримував фортецю проти багатотисячного війська Трубецького, що надало Виговському змогу організувати свою власну армію, отримати допомогу від Речі Посполитої і Криму і навіть залучити найманців. До козаків Виговського приєдналися польські добровольчі кінні загони Потоцького, Яблоновського та піхота Лончинського, також для охорони ставки гетьмана залучили загони сербських та молдавських найманців загальною кількістю близько 3800 чоловік. Було досягнуто домовленостей з Кримським Ханом Мухамедом-Ґіреєм IV про допомогу; хан з'явився на початку червня на чолі 30-тисячного війська.

## Битва

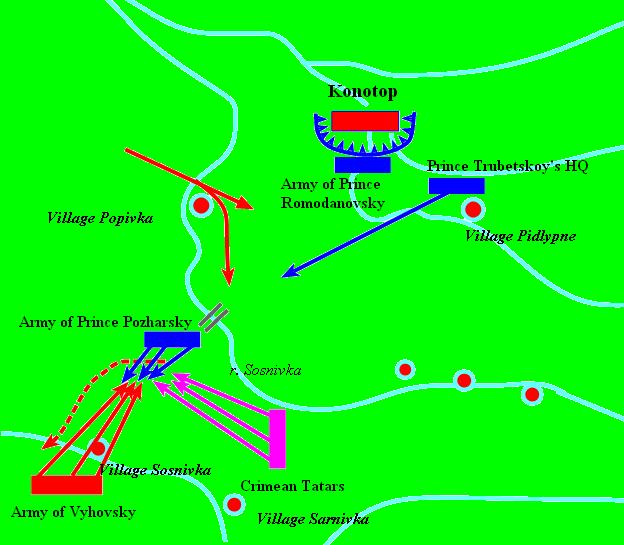
Мапа битви

Армія Виговського з кримськими татарами тим часом продовжувала просуватися в напрямку Конотопа. 24 червня під селом Шаповалівкою був розбитий невеликий передовий загін московитів, і від полонених дізналися, що Трубецькой знаходиться вже не біля Конотопа, і що він не очікував підходу союзників так скоро. На основі цих відомостей вироблено план дій, за яким кримські татари сховалися в засідці в урочищі Торговиця на схід від села Соснівки — табору Виговського. Сам Виговський, залишивши командування братові Григорія Гуляницького Степанові Гуляницькому, вирушив на чолі маленького загону під Конотоп. Рано вранці 27 червня козаки напали на військо Трубецького і, скориставшись несподіванкою, захопили велику кількість московських коней та вигнали їх у степ. Але, оговтавшись, кіннота Трубецького контратакувала козацький загін і Виговський відступив за річку Соснівку (інша назва — Куколка) в напрямку свого табору.
Наступного дня, у суботу 28 червня Трубецькой відіслав 30 000 відбірної московської кінноти на чолі з боярином Семеном Пожарським наздогнати Виговського. Пожарський переправився через річку Соснівку й отаборився на іншому її боці. Решта 30 000 війська на чолі з Трубецьким залишилися в таборі. Тим часом п'ятитисячний загін Степана Гуляницького зайшов у тил Пожарському і, непомічений, захопив міст через Соснівку, зруйнував його і, загативши вночі річку, затопив низину навколо неї.
Рано вранці 29 червня 1659 року невеликий загін Виговського атакував табір Пожарського і після короткої сутички почав відступати, вдаючи втечу. Війська Пожарського, відчуваючи легку здобич, залишили табір і почали його переслідувати. Коли московські війська вступили в село Соснівку, козаки трьома пострілами з гармати та трьома вогневими стрілами дали знак рушати орді та полякам, а самі всією армією розпочали контрнаступ на Пожарського. Побачивши пастку, Пожарський спробував відступити, але важка московська кіннота та артилерія загрузли у вогкому ґрунті біля річки. В цей час з флангу вдарили кримці — московська армія опинилася в оточенні; почалася різанина. Впродовж решти 29 червня були знищені майже всі 30 000 війська Пожарського, а сам він захоплений у полон разом з князями Львовим, Ляпуновим, Бутурліним, Скуратовим, Куракіним та іншими. Полонених за звичаєм віддали кримськими татарам, які майже всіх немилосердно вирізали. Поставши зв'язаним перед ханом, Пожарський, за переказами літописців, плюнув йому в обличчя та обматюкав. За це кримські татари миттєво відтяли йому голову і відіслали її з полоненим до табору Трубецького.
Сам Трубецькой, почувши про розгром Пожарського, відкликав Ромодановського з облоги Конотопа та пізно ввечері почав відступ з України. Побачивши розвиток подій, Григорій Гуляницький вийшов з Конотопа і вдарив по армії Трубецького, що відступала, захопивши багато артилерії; сам Трубецькой ледве не загинув, був двічі поранений і втратив окрім частини артилерії ще бойові знамена, скарбницю й майже увесь обоз. Покінчивши із залишками військ Пожарського, козаки й кримці продовжували переслідувати ворога у його відступі ще протягом трьох днів аж до московського кордону.
Загиблих козаків з обох сторін поховали в одній братській могилі, а на її місці поставили церкву на честь 40-ка мучеників Севастійських. Сьогодні це Конотопський Вознесенський кафедральний собор, який люди за традицією і досі називають Сорокосвятською церквою.

## Наслідки та значення
Звістка про поразку під Конотопом дійшла врешті-решт і до Москви. Російський історик XIX сторіччя С. М. Соловйов описує реакцію царя на сумну звістку таким чином:
|  | "Цвіт московської кінноти, що відбув щасливі походи 1654 і 1655 років, загинув за один день, і вже ніколи після того цар московський не був у змозі вивести в поле такого блискучого війська. У жалібній одежі вийшов цар Олексій Михайлович до народу й жах охопив Москву. Удар був тим важчий, що був несподіваним; та ще після таких блискучих успіхів! Ще нещодавно Долгорукий привів до Москви полоненого гетьмана литовського, нещодавно чулися радісні розмови про торжество Хованського, а зараз Трубецький, на якого було найбільше надій, «чоловік благоговійний і витончений, у воїнстві щасливий і недругам страшний», погубив таке величезне військо! Після взяття стількох міст, після взяття столиці литовської царське місто затремтіло за власну безпеку: у серпні за государевим указом люди всіх чинів поспішали на земляні роботи для зміцнення Москви. Сам цар з боярами часто був присутній при роботах; навколишні жителі з родинами, пожитками наповнювали Москву, і ходила чутка, що государ від'їжджає за Волгу, за Ярославль". |

Проте хвилювання царя, що Виговський з ханом піде далі на Москву, виявилися передчасними. Тож тільки-но Виговському вдалося захопити Ромни, Лохвицю та декілька інших українських міст, які утримували його супротивники, як прийшла звістка з Криму про набіг Івана Сірка на кримськотатарські поселення, і це примусило Мухаммеда IV Ґерая з військом залишити Виговського, пограбувати землі поблизу Путивля, Курська і Бєлгорода та вертатися в Крим. Громадянська війна спалахнула з новою силою. Хоч Гадяцький договір з поляками був вигідний для України, ідея союзу з поляками не знайшла підтримки серед більшості козацтва та народних мас. До того ж Виговський спирався переважно на козацьку верхівку, яка постійно його зраджувала перед погрозами або обіцянками з боку Москви чи Варшави.
Конотопська битва залишалася довгий час ледве не забороненою темою в російській та особливо радянській історіографії. Протягом століть інформація про неї замовчувалася, бо правда про події під Конотопом розвінчувала багато великодержавних міфів, особливо про «споконвічне прагнення українців до союзу з Росією». 
На переконання дослідника Шаміля Акічева: "Виговський продовжив традицію Б. Хмельницького: мати союзниками татар і вдало використовувати дві складові союзного війська – козацьку піхоту і татарську кінноту проти військ Трубецького майже на всіх етапах битви. В Конотопській битві татарська кіннота виконувала ролі: розвідки під час облоги міста і в Соснівській битві і війська для переслідування та знищення противника; психологічну роль, як фактора раптовості і маневреності кінного війська; стримуючого фактора просування московського війська".
Останнім часом події Конотопської битви також ідеалізуються і в деяких українських колах. Попри великі сподівання та героїзм козаків, особливо загону Григорія Гуляницького, Конотопська битва залишається змарнованим шансом і чи не найхарактернішим прикладом виграної битви та програної війни.
Утім, попри доволі трагічний фінал війни, Конотопська битва мала також велике позитивне значення. М. Нестеренко виділяє щонайменше п'ять позитивних значень цієї битви:
- по-перше, Конотопська битва в самому зародку знищила ідею «багатосотлітнього прагнення українського народу об'єднатися з російськими братами».
- по-друге, в Конотопській битві Україна відстояла своє право на власний національний шлях.
- по-третє, в Конотопській битві українці зруйнували російський міф про те, що «в історії росіяни ніколи не воювали з українцями».
- по-четверте, Конотопська битва зруйнувала міф про природний анархізм українців, їх нездатності до власного державного будівництва.
- по-п'яте, Конотопська битва засвідчила цивілізаційний вибір України — на Захід.

## Вшанування

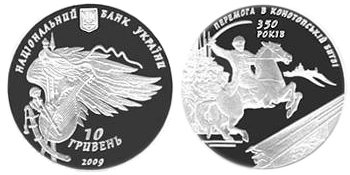
Ювілейна монета до 350-річчя битви

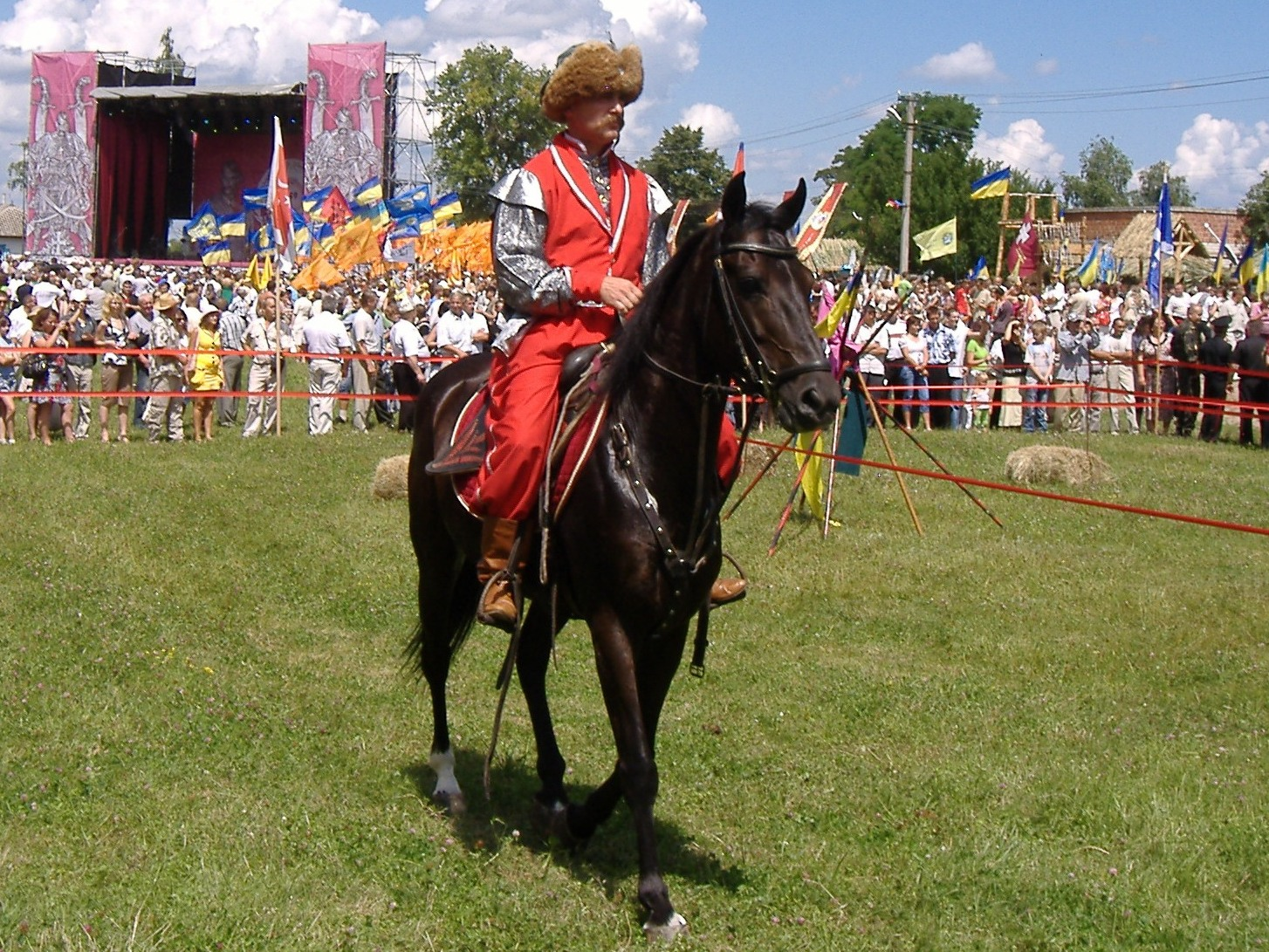
Святкування 350-річчя перемоги над Московською державою у Конотопській битві

Пам'ятник на честь перемоги у Шаповалівці

Пам'ятний знак Конотопської битви у Конотопі

Уперше після проголошення незалежності України, цю подію патріотичні рухи відзначили у 1995 році.
У 2008 році прийнято рішення про масштабніше відзначення 350-річної роковини Конотопської битви, зокрема з участю державних структур. В лютому того ж року в с. Шаповалівка, на місці битви встановлений хрест і капличка. Також відкрито експозицію присвячену битві. 11 травня 2008 року Президент України Віктор Ющенко підписав указ про заходи стосовно відзначення цієї битви. Був оголошений конкурс на створення історично-меморіального комплексу на місці битви в Шаповалівці та в м. Конотоп. У своєму указі президент Ющенко також запропонував міським адміністраціям розглянути питання перейменування вулиць та інших об'єктів на честь героїв Конотопської битви. Також розглядався випуск марок, ювілейних монет та документального фільму про цю подію.
На тлі цих заходів відбувся обмін нотами російського та українського МЗС. Російська сторона звинуватила Україну у «втягуванні українського народу у штучне та надумане протистояння з Росією». У той самий час українське МЗС відзначило, що святкування історичних дат є виключно внутрішньою справою і правом України на історичну пам'ять і не спрямоване проти інших держав.
28—29 червня 2014 року до 355-річчя відзначення Конотопської битви у селі  Шаповалівка відбувся Всеукраїнський патріотичний фестиваль «Конотопська битва-2014». 
У 2015 р. організовано акцію «Пам'ятний знак Конотопської битви — в містах України». У рамках цієї акції по 18 містах України — від Маріуполя до Львова, від Харкова до Одеси — організовано провезення і презентація нового Пам'ятного знаку Конотопської битви, освяченого Патріархом України Філаретом у Києві. 11 липня 2015 року Пам'ятний знак Конотопської битви встановлено в Конотопі.
У містах Рівне, Суми є вулиця Конотопської битви.
У Києві є площа Конотопської битви.

### У культурі
- «Під Конотопом» — історичне оповідання Олександр Вільчинський Зб.: "Історія України очима письменників. Фоліо, Харків, 2013.
- «Фатальна помилка» — історичний роман Тимура і Олени Литовченків присвячений 355-й річниці Конотопської битви.
- «Зраджений гетьман» — друга книга трилогії «Між двох орлів» Ярослави Дегтяренко
- «Конотоп» — роман Василь Кожелянко у жанрі альтернативної історії.
- «Конотоп» — історичне оповідання Юрія Тиса.
- «Конотоп» — місія у грі «Козаки 3» (DLC Days of Brilliance)[15]